# Sven Ottke
Sven Ottke (Berlin, 1967. június 3. –) amatőr Európa-bajnok, profi világbajnok német ökölvívó.

## Amatőr eredményei
- 1989-ben bronzérmes a világbajnokságon középsúlyban.Az elődöntőben a kubai Ángel Espinosától kapott ki.
- 1991-ben Európa-bajnok középsúlyban.
- 1993-ban bronzérmes az Európa-bajnokságon félnehézsúlyban. Az elődöntőben a török Sinan Şamil Samtól kapott ki.
- 1992-ben az olimpián a negyeddöntőben a későbbi olimpiai bajnok kubai Ariel Hernándeztől szenvedett vereséget.
- 1996-ban Európa-bajnok középsúlyban. A döntőben Erdei Zsoltot győzte le.
- 1996-ban az olimpián a negyeddöntőben a későbbi olimpiai bajnok kubai Ariel Hernándeztől szenvedett vereséget.
- ötször lett nyugatnémet bajnok és az újraegyesítés után még hatszor német bajnok, ebből középsúlyban kilencszer (1985-1991, 1995, 1996) és félnehézsúlyban kétszer (1992, 1993).

## Profi karrierje
1996-ban az atlantai olimpia után állt profinak. 1998. október 24-én az amerikai Charles Brewer legyőzésével lett az IBF nagyközépsúlyú világbajnoka. IBF bajnokként még tizenhat alkalommal nem talált legyőzőre, majd 2003. március 15-én  egy címegyesítő mérkőzésen legyőzte az amerikai WBA bajnok Byron Mitchellt is. Az egyesített címeket még négy alkalommal védte meg, így 1998 és 2004 között összesen 22 világbajnoki címmérkőzést vívott és nyert meg, majd veretlenül vonult vissza. (Ő az egyetlen német profi ökölvívó, aki világbajnokként, veretlenül tudott visszavonulni.)